# Брусничівка
Брусничівка — річка  в Україні, у Вінницькому районі Вінницької області, ліва притока Вишні  (басейн Південного Бугу).

## Опис
Довжина річки 6 км, площа басейну 11,3 км². Формується з багатьох безіменних струмків та водойм.

## Розташування
Бере  початок у селі Якушинці. Тече переважно на південний схід понад Зарванцями і на південно-західній околиці Вінниці (Вишенька) впадає у річку Вишню, праву притоку Південного Бугу.
Річку перетинає автомобільна дорога М12